# 鶯歌國民運動中心
鶯歌國民運動中心是台灣新北市第十二座啟用的國民運動中心，2018年2月10日正式啟用。整體規劃以「精緻型室內運動館、開放式景觀廣場、多層次生態綠美化」為主軸，並導入休閒、親子、生態、趣味、健康五項元素。

## 設施介紹
| 樓層 | 樓層用途                       |
| ---- | ------------------------------ |
| 1F   | 體適能中心、飛輪教室、綜合教室 |
| 2F   | 綜合球場                       |

## 外部連結
- 鶯歌國民運動中心（页面存档备份，存于）
- 新北市政府體育處—鶯歌國民運動中心（页面存档备份，存于）
- 鶯歌國民運動中心的Facebook專頁